# Code de l'Alliance
Le Code de l'Alliance est le nom donné par les chercheurs à un ensemble de lois qui apparaît dans le deuxième livre du Pentateuque, le Livre de l'Exode, du chapitre 20, verset 22 au chapitre 23, verset 19 (Exode 20,22-23,19). Dans la Bible, ce texte est la seconde partie du code de lois données à Moïse par Dieu sur le mont Sinaï. Au sein de la Torah, ce texte de lois constitue la base d'une petite mais substantielle partie des prescriptions (mitzvot) de la loi juive (la Halakha).

## Composition
Le Code de l'Alliance est une des plus anciennes parties du livre de l'Exode. Il a probablement été composé dans le royaume d'Israël, alors  que le royaume de Nord était devenu un vassal de l'Empire néo-assyrien, puis transmis au royaume de Juda après la chute de Samarie. Le Code de l'Alliance est  probablement fixé avant la fin du VIIIe siècle av. J.-C..
L'auteur du document sacerdotal (P), si l'on s'accorde avec l'hypothèse documentaire, retouche ensuite le texte conformément à ses propres idées, replaçant le Code Cultuel avec le Décalogue Éthique (Décalogue) et le Code de l'Alliance avec le Code de sainteté. Après d'autres additions de matériel juridique au cours du temps, le document sacerdotal a été lui-même recombiné avec JE. Ce code de loi étendu apparait donc dans la Torah en remplacement des deux plus anciens codes après l'incident de l'adoration du veau d'or qui voit la destruction de la première paire des Tables de la Loi.
Il est discuté dans les milieux académiques de savoir lequel, du Code de l'Alliance ou du Code Cultuel était l'original, les deux ayant par ailleurs de fortes ressemblances avec un autre code. Il est vrai que le Code de l'Alliance parait être une extension du Décalogue Cultuel mais réciproquement, le Décalogue cultuel ressemble au résumé du Code de l'Alliance. Néanmoins, il est également possible que les deux codes aient été composés indépendamment l'un de l'autre et basés sur des lois et idées religieuses partagées ou tout au moins similaires.

## Contenu
« Si un homme met à découvert une citerne, ou si un homme en creuse une et ne la couvre pas, et qu’il y tombe un bœuf ou un âne, le possesseur de la citerne paiera au maître la valeur de l’animal en argent, et aura pour lui l’animal mort. » (Exode 21,33-34)
Le Code de l'Alliance se compose essentiellement de cas ou de droit relevant de la casuistique. Les loi sont présentées sous forme conditionnelle dans laquelle les situations sont illustrées. Les lois sont introduites par les conjonctions "quand" ou ""si" pour présenter les circonstances, puis le texte indique la procédure à appliquer, par exemple en Ex 21,33-36. D'autres lois sont dites apodictiques. Il s'agit de commandements ou d'interdits généraux. Leur énoncé est très bref et il ne tient pas compte des circonstances, par exemple en Ex 21:17. 
Selon Martin Noth et Albrecht Alt, le Code de l'Alliance proviendrait probablement d'un droit local coutumier de Canaan et il aurait été modifié afin que les Israélites puissent pratiquer leur religion. La forme et le contenu du Code de l'Alliance sont similaires à plusieurs des autres codes juridiques du Proche-Orient ancien au début du Ier millénaire av. J.-C., et en particulier à celui, mésopotamien, de Hammurabi. Il existe cependant des différences par rapport aux autres codes du Proche-Orient ancien. Le Code de l'Alliance diffère de ceux-ci en incluant aux lois traitant des affaires pénales et civiles des règlements concernant les matières religieuses. Toutes les deux, cependant, introduisent les lois dans un contexte religieux. Le Code de l'Alliance présente aussi des lois exprimées à la deuxième personne qui sont des exhortations à bien se comporter. Dans ce cas, il n'y a pas de procédure à suivre en cas d'infraction, Dieu lui-même se charge de rendre la justice, par exemple en Ex 22:20-22.
Jean Bottéro remarque que ce code de loi porte sur un mode de vie sédentarisé voué aux travaux agricoles incompatible avec le mode de vie de Moïse bédouin errant et misérable. Le Code de l'Alliance dépeint les valeurs de la société qui les a produites et qui sont différentes de celles de l'Occident du XXe siècle. Par exemple, dans cette antique culture, les femmes étaient perçues comme la propriété des hommes et les lois (voir Exode 22:16-17) voyaient donc les vierges comme la propriété de leur père et dont la valeur était diminuée en cas de perte de leur virginité. Cette loi demande réparation à l'homme qui les a séduit. Un second exemple provient d'Exode 21:20-21 qui décrit la punition d'un propriétaire d'esclave qui a battu son esclave avec un bâton. Si ce dernier survit quelques jours aux coups alors aucune punition n'est requise. Cela montre que les droits des israélites masculins n'étaient pas égaux à ceux d'autres catégories.
Dans quelques cas, les valeurs présentées dans le Code de l'Alliance sont identiques à celles de nos jours, par exemple le fait de placer les mères au même niveau que les pères (Exode 21:15-17) ou encore de fournir assistance aux classes sociales les plus faibles telles les étrangers, les veuves ou les orphelins (Exode 22:21-22).

## Source
- (en) Cet article est partiellement ou en totalité issu de l’article de Wikipédia en anglais intitulé « Covenant Code » (voir la liste des auteurs).